# K56flex
K56Flex – protokół transmisji modemowej, umożliwiający przesyłanie danych z maksymalną prędkością 56 000 b/s w kierunku do abonenta. Transmisja od abonenta może odbywać się z maksymalną prędkością 33 600 b/s.